# Končiny (Kunvald)
Končiny (německy Kontschin) jsou malá vesnice a část městyse Kunvald v okrese Ústí nad Orlicí. Nachází se přibližně tři kilometry jihovýchodně od Kunvaldu.